# バッド・アズ・ミー
『バッド・アズ・ミー』（Bad as Me）は、トム・ウェイツが2011年10月に発表したスタジオ・アルバム。

## 解説
『オーファンズ』（2006年）は、それまでスタジオ・アルバム未収録だった既発曲も多数収録した内容で、『グリッター・アンド・ドゥーム・ライヴ』（2008年）はライヴ・アルバムのため、トムが全曲とも新録のスタジオ・アルバムを発表するのは『リアル・ゴーン』（2004年）以来7年振りとなる。
トムの旧作にもゲスト参加したキース・リチャーズ、チャーリー・マッスルホワイト、プライマスのレス・クレイプール、ロス・ロボスのデイヴィッド・イダルゴに加えて、本作が初参加となるレッド・ホット・チリ・ペッパーズのフリー等のゲストが起用された。また、トムの息子であるケイシー・ウェイツがドラマーとして全面参加。ジャケット写真はトム自身が撮影しており、CDブックレットに掲載された写真の一部は、ボブ・ディランの長男であるジェシー・ディランが撮影した。
収録曲「バッド・アズ・ミー」は、アルバムに先行して8月23日にiTunesで配信された。「ニュー・イヤーズ・イヴ」では、スコットランド民謡「オールド・ラング・サイン」の一節が引用されており、音楽評論家のThom Jurekは、この曲に関して「かつて"トム・トラバーツ・ブルース"で"ワルチング・マチルダ"を引用したことを想起させる」と評した。
本作は複数の媒体のレビューで高い評価を得た。イギリスの『インデペンデント』紙2011年10月21日号のレビューでは、アンディ・ギルによって満点の5つ星が与えられ、レビューの冒頭では「間違いなく四半世紀前の『レイン・ドッグ』以来となるトム・ウェイツの最高のアルバム」と評された。
本作はセールス的に大きな成功を収めた。母国アメリカではBillboard 200で6位に達し、デビューから38年目にして初めて全米トップ10入りを果たしたのに加えて、『ビルボード』誌のインディペンデント・アルバム・チャートでは1位、ロック・アルバム・チャートでは2位、デジタル・アルバム・チャートでは5位に達した。また、ノルウェーでは『ミュール・ヴァリエイションズ』（1999年）以来12年振りにアルバム・チャート1位を獲得し、イギリスでは12年振りに全英アルバムチャートでトップ10入りした。

## 収録曲
全曲ともトム・ウェイツとキャスリーン・ブレナンの共作。
1. シカゴ - "Chicago" - 2:15
2. レイズド・ライト・メン - "Raised Right Men" - 3:24
3. トーキング・アット・ザ・セイム・タイム - "Talking at the Same Time" - 4:13
4. ゲット・ロスト - "Get Lost" - 2:42
5. フェイス・トゥ・ザ・ハイウェイ - "Face to the Highway" - 3:42
6. ペイ・ミー - "Pay Me" - 3:14
7. バック・イン・ザ・クラウド - "Back in the Crowd" - 2:49
8. バッド・アズ・ミー - "Bad as Me" - 3:08
9. キス・ミー - "Kiss Me" - 3:41
10. サティスファイド - "Satisfied" - 4:04
11. 最後の一葉 - "Last Leaf" - 2:55
12. ヘル・ブロウク・ルース - "Hell Broke Luce" - 3:56
13. ニュー・イヤーズ・イヴ - "New Year's Eve" - 4:26

### 日本盤ボーナス・トラック
1. アフター・ユー・ダイ - "After You Die" - 2:47

## 参加ミュージシャン
- トム・ウェイツ - ボーカル、ピアノ、ギター、オルガン、バンジョー、パーカッション
- マーク・リボー - ギター(on 1. 2. 3. 4. 5. 6. 7. 8. 10. 11. 12.)
- キース・リチャーズ - ギター(on 1. 10. 11. 12)、ボーカル(on 11.)
- デイヴィッド・イダルゴ - ギター(on 3. 4. 5. 6. 7. 13.)、ヴァイオリン(on 6.)、パーカッション(on 7.)、アコーディオン・ベース(on 13.)、バッキング・ボーカル(on 13.)
- ウィル・バーナード - ギター(on 6. 12.)
- ラリー・テイラー - ベース(on 1. 4.)、ギター(on 1. 2.)
- フリー - ベース(on 2. 12.)
- ジェイムズ・ウィトン - ベース(on 3. 5. 6. 7. 11.)
- マーカス・シェルビー - ベース(on 9.)
- レス・クレイプール - ベース(on 10.)
- ザック・サムナー - ベース(on 13.)
- オージー・メイヤーズ - オルガン(on 2.)、ピアノ(on 3.)、アコーディオン(on 6.)
- パトリック・ウォーレン - キーボード(on 4. 5. 10. 13.)
- ケイシー・ウェイツ - ドラムス(on 1. 2. 4. 5. 7. 8. 10. 12.)
- ジノ・ロベア - パーカッション(3. 5. 10.)、ヴィブラフォン(on 6.)
- チャーリー・マッスルホワイト - ハーモニカ(on 1. 2. 8. 10. 12.)
- ドーン・ハームス - ヴァイオリン(on 5.)
- Clint Maedgen - サックス(on 1. 3. 4. 8. 10. 12. 13)
- Ben Jaffe - トロンボーン(on 1. 3. 4.)、バスクラリネット(on 1.)、チューバ(on 12. 13.)
- Chris Grady - トランペット(on 3. 12. 13.)